# 德拉斯堡
德拉斯堡是奥地利布尔根兰州马特斯堡县的一个市镇。总面积9.68平方公里，总人口1055人，人口密度109.0人/平方公里（2001年）。